# Pizza reine
Pour les articles homonymes, voir Pizza (homonymie), Reine (homonymie) et Régina (homonymie).
La pizza reine ou pizza regina (en italien) est une recette de pizza de la cuisine italienne, classique des menus des pizzerias, à base de sauce tomate, mozzarella, jambon et champignons.

## Histoire

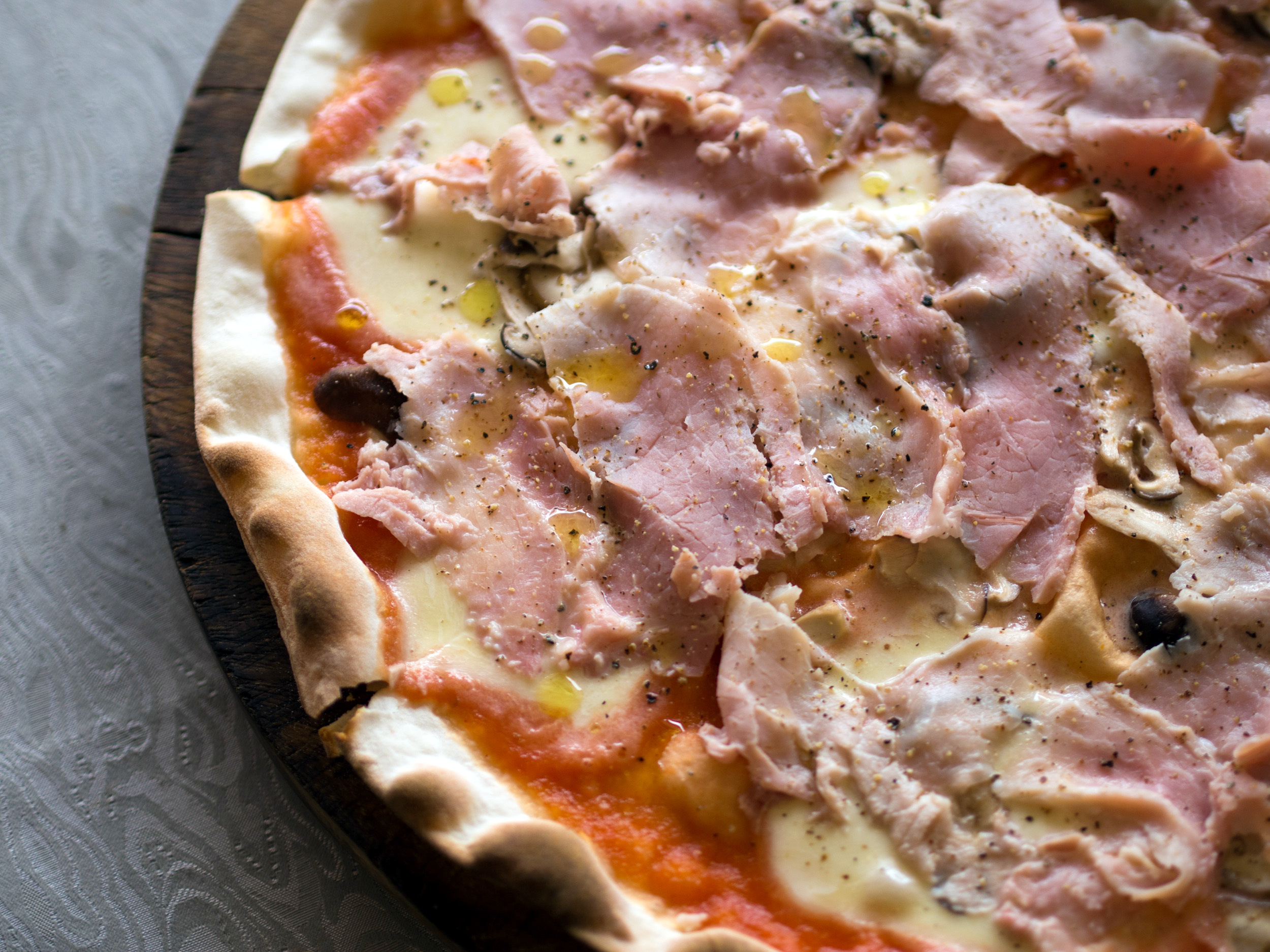

La création de la pizza Margherita (aux couleurs de l'Italie) à base de tomates, mozzarella, et basilic frais, est historiquement attribuée au chef-pizzaïolo Raffaele Esposito, lors de la visite au palais royal de Naples, en juin 1889, du roi Humbert Ier d'Italie et de son épouse la reine Marguerite de Savoie. Très appréciée par la reine Marguerite (Margherita di Savoia) et nommée d'après elle, cette pizza napolitaine est devenue depuis une des spécialités des cuisine napolitaine et cuisine italienne.
Cette variante de pizza Margherita (à base de sauce tomate, mozzarella, jambon, champignon, et olives noires) est rependue en Italie sous le nom de « pizza prosciutto e funghi » (pizza jambon et champignons, en italien),,,.
Elle est connue en France (avec jambon de Paris et champignons de Paris) sous le nom francisé d’inspiration italienne de « pizza reine » ou pizza regina (en italien),,.

## Variantes
Cette recette de pizza est une variante des pizza Margherita (avec du jambon et des champignons), pizza capricciosa (avec des artichauts marinés à l'huile d'olive) et pizza quatre saisons. 